# Alpský jezevčíkovitý brakýř
Alpský brakýř jezevčíkovitý je silný, nebojácný lovecký pes s nízkýma nohama a silnou stavbou těla. I přes svoji malou výšku je ale velmi těžký a mazlivý. Můžeme ho znát také jen jako jezevčíkovitého brakýře, nebo alpsko-krušnohorského jezevčíkovitého brakýře.

## Historie
Brakýři, česky řečeno honiči, se používali k lovu již v dávné minulosti. Alpský jezevčíkovitý brakýř byl k dnešní podobě vyšlechtěn v 19. století. Tehdy si tyto psy vyžádal na své výpravy do Turecka a Egypta korunní princ Rudolf Habsburský. Podobný pes tomu, kterého si vyžádal Rudolf Habsburský byl vyšlechtěn v rakouských Alpách pro potřeby myslivců při lovu. Při šlechtění loveckého psa byl patrně použit i jezevčík. V dnešní době má však alpský jezevčíkovitý brakýř s jezevčíkem málo společného. Pro práci v norách se alpský jezevčíkovitý brakýř nehodí, je vhodný spíš pro práci jako honič. Jeho velkou předností je vysoké pracovní nasazení při jakýchkoli povětrnostních podmínkách. 
Alpský-krušnohorský brakýř byl uznán jako třetí barvářské plemeno (vedle bavorského a hannoverského barváře) rakouskou horskou kynologickou organizací v roce 1932.

## Vzhled

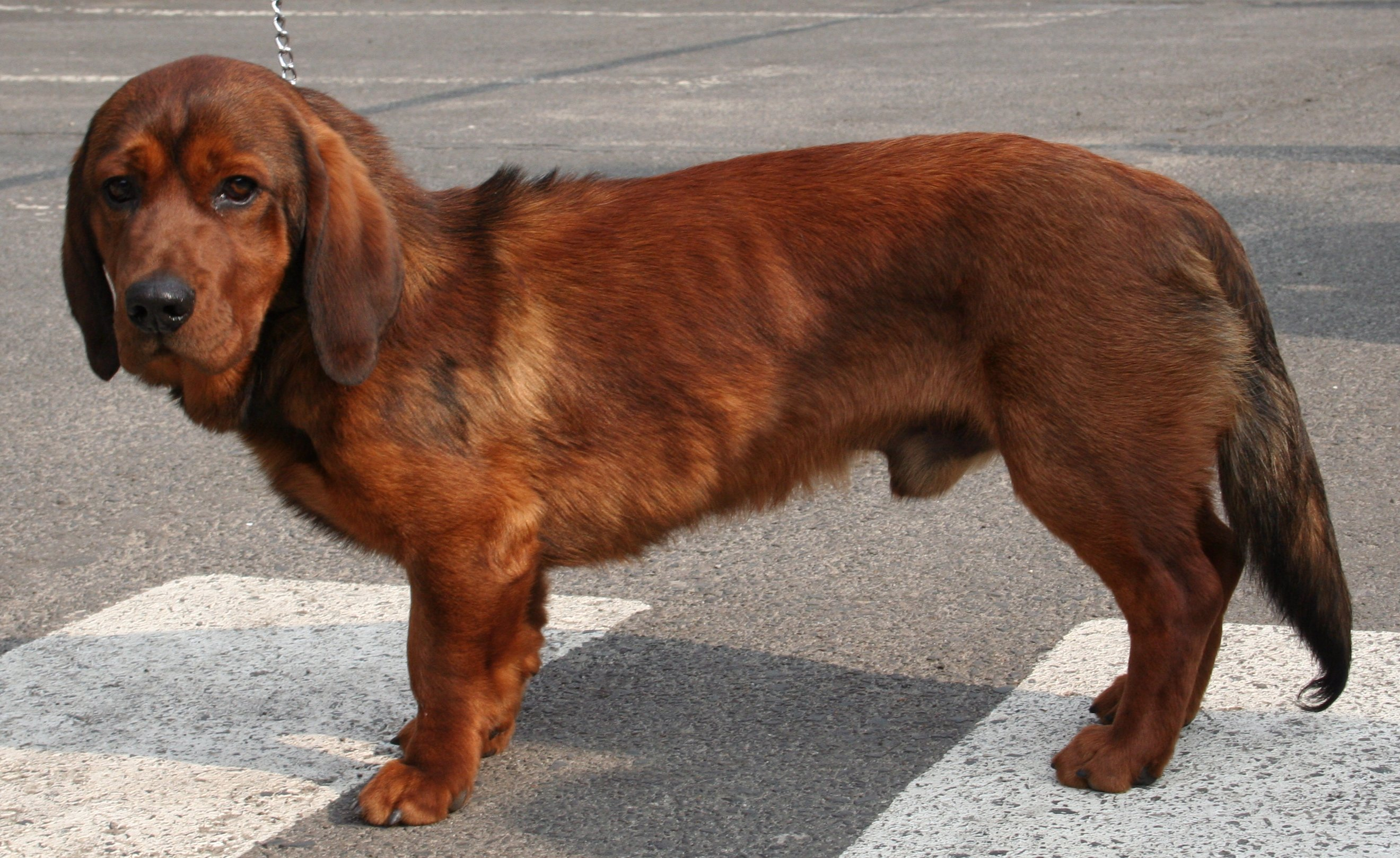

Je to pes těžké konstrukce s celkově těžkou kostrou. Má krátkou a přiléhavou srst, která dobře izoluje a má většinou barvu hnědou, jelení červeň nebo černou se znaky. Má husté pesíky i podsadu. Hlava je mírně klenutá. Stop je výrazný, hlavně z profilu. Zuby musí být nůžkovitého nebo klešťovitého skusu. Duhovka oči je tmavě hnědá. Uši jsou vysoko nasazené, bez záhybů, středně dlouhé. Jejich konec je zaoblený.
Krk je svalnatý a ne příliš dlouhý. Hřbet rovný a velmi dlouhý, což je specifický znak pro jezevčíky i jezevčíkovité brakýře. Ocas je vysoko nasazený, silný u kořene. Srst na spodní straně je delší (tvoří kartáč), nekupíruje se a je středně dlouhý. Pánevní končetiny jsou svalnaté, silné a správně zaúhlené. Tlapky jsou silné a kulaté, skoro jako kočičí, jen větší. Prsty jsou sevřené, polštářky silné a drápy černé.

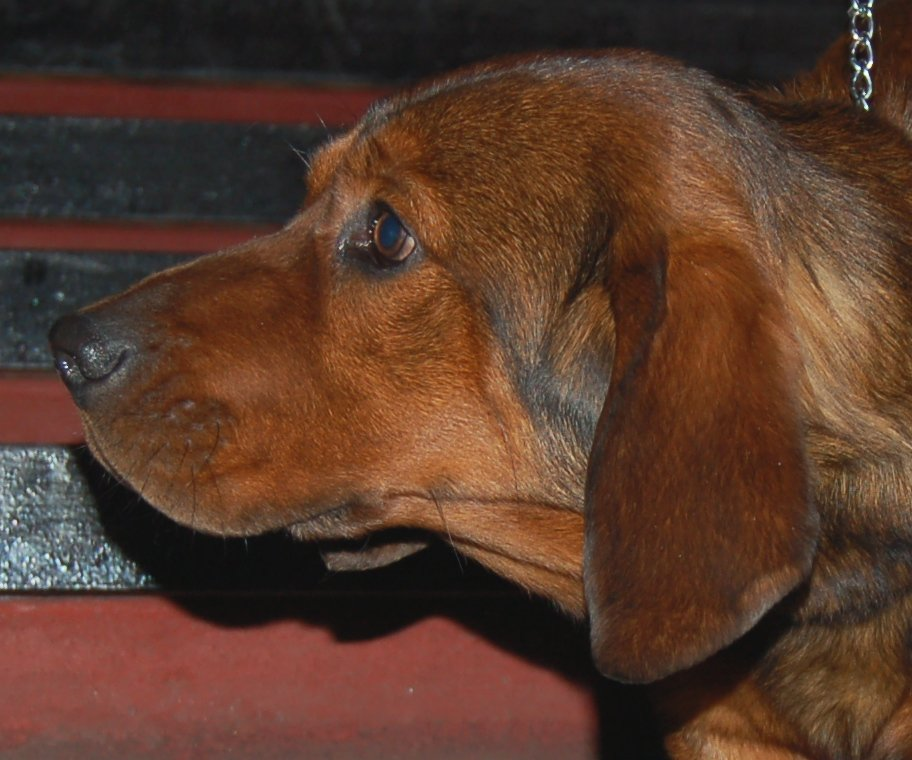

## Povaha
Odvážný, nebojácný a energický pes. Má majetnické sklony, ale ke své rodině umí být laskavý. Svoji rodinu miluje a je jí naprosto věrný. Špatně zvládá adaptaci na nové prostředí nebo nové lidi. K cizím se chová nedůvěřivě, ale nesmí být agresivní či být v jejich přítomnosti nervózní. S dětmi vychází poměrně dobře, ale některé jejich hry mu mohou být nepříjemné, proto je dobré nejdříve děti obeznámít s tím, jak se ke psu chovat. Ostatní zvířata většinou ignoruje a nepřikládá jim zvláštní důraz, ani nemá potřebu vyhledávat s nimi spory nebo vyvolávat rvačky. Má rád pohyb a všechnu práci, která je mu zadána, dělá s velkým nadšením a největším nasazením, proto je to stále velmi oblíbený honič nebo barvář. Má silně vyvinuté lovecké pudy a dobrý nos.